# Región de Bay
Bay (somalí: Bay; árabe: باي Bāy) es una región administrativa (gobolka) en el sur de Somalia. Su capital es Baidoa. Limita con las regiones somalíes de Bakool, Hiiraan, Shabeellaha Hoose, Jubbada Dhexe, y Gedo.
- Datos: Q812064
- Multimedia: Bay Region / Q812064